# Neanthes articulata
Neanthes articulata är en ringmaskart som beskrevs av Knox 1960. Neanthes articulata ingår i släktet Neanthes och familjen Nereididae.
Artens utbredningsområde är havet kring Nya Zeeland. Inga underarter finns listade i Catalogue of Life.